# Sorangium cellulosum
Sorangium cellulosum (o Polyangium cellulosum) es una bacteria gram-negativa de perfil de suelo del grupo myxobacteria. Es móvil por deslizamiento bacterial. Tiene un genoma inusualmente grande con 12.200.000 pares de bases.